# 車鼎豐
車鼎豐（17世纪—1732年），又名道南，字遇上，号双亭，邵阳县人，清朝學者。

## 生平
車萬育之子，車鼎晋之弟。康熙四十七年（1708年）登湖广乡试副榜。雍正六年（1728年），曾靜案事起，車鼎丰與車鼎賁因刊刻呂留良之書并资助张熙入獄。雍正十年（1732年），與周敬舆、孙学颜、黄敬庵等同時被斬殺。车鼎晋惊惧终日，次年以忧悲离世。有《晚闻轩诗文集》十二卷，已佚。其著作多佚，由刘达武集其遺文辑成《邵阳车氏一家集》。